# Tamara Schädler
Tamara Schädler (* 23. April 1977 in Chur, Schweiz) ist eine ehemalige liechtensteinische Skirennläuferin.

## Biografie
Schädler startete bei den Juniorenweltmeisterschaften 1996 in vier Disziplinen. Im Januar 1998 gab sie in Cortina d’Ampezzo ihr Debüt im Weltcup, wo sie drei weitere Male startete. Wenige Wochen später war sie bei den Olympischen Winterspielen 1998 Teil der Olympiamannschaft von Liechtenstein. Außer in der Abfahrt trat sie in allen alpinen Disziplinen an. Ihr bestes Resultat war ein 17. Platz in der Alpinen Kombination. Im Slalom wurde sie 23. und im Super-G erreichte sie Rang 38. Im Riesenslalom schied sie hingegen vorzeitig aus. Vier Jahre später bei den Olympischen Winterspielen 2002 in Salt Lake City war sie als Ersatzathletin nominiert, kam allerdings nicht zum Einsatz.
Im Slalom, Riesenslalom und in der Alpinen Kombination trat sie bei den Weltmeisterschaften 2001 in St. Anton am Arlberg. In der Kombination erreichte sie den 11. Rang. Zwei Jahre später bei den Weltmeisterschaften in St. Moritz belegte sie Platz 30 im Riesenslalom.